# Seconde bataille de Sabine Pass
Guerre de Sécession
Batailles
Opérations du blocus de la côte du Texas
- 1re Sabine Pass
- Corpus Christi
- Galveston Harbor
- Galveston
- Phare de Galveston (en)
- 2e Sabine Pass

La seconde bataille de Sabine Pass est un engagement mineur de la guerre de Sécession qui a lieu le 8 septembre 1863. Il voit l'échec d'une tentative de l'armée de l'Union d'envahir l'État confédéré du Texas. Selon le point de vue confédéré, ce combat est donné comme l'une des victoires écrasantes sudistes les plus indiscutables du conflit.

## Contexte

### Contexte politique et militaire
La France était plutôt favorable aux États confédérés d'Amérique au début de la guerre civile, mais n'a jamais montré sa sympathie sudiste au point d'en montrer une action diplomatique ou militaire. Après la défaite des forces mexicaines par les Français à l'été 1863, le président mexicain Benito Juárez s'est échappé de la capitale et les Français ont installé Maximilien comme empereur. Avec un gouvernement français de facto bordant le Texas au sud à travers le Rio Grande, les Confédérés espéraient établir une ligne d'approvisionnement entre le Texas et le Mexique par le biais de laquelle la Confédération pourrait obtenir des fournitures indispensables.
Le président des États-Unis, Abraham Lincoln, était bien au courant des intentions confédérées et envoya une expédition pour établir une présence militaire au Texas et décourager Maximilien d'ouvrir le commerce avec la Confédération. La force militaire fédérale était commandée par le major général Nathaniel P. Banks, un général politique aux capacités militaires limitées. L'intention initiale de Banks était de lancer une campagne combinée Armée-Marine dans le nord-ouest de la Louisiane. Le plan de l'Union consistait à envoyer des navires de guerre de la Marine de l'Union depuis le Mississippi jusqu’à son affluent la rivière Rouge, qui était navigable en amont jusqu'à l'endroit où les frontières des États confédérés de la Louisiane, de l'Arkansas et du Texas se rejoignaient. L'Union avait effectué la prise de la Nouvelle-Orléans le 1er mai 1862, et après la capitulation le 3 juillet 1863 de Vicksburg, l'armée de l'Union avait un meilleur contrôle des rives est et ouest et de l'embouchure du Mississippi. Le niveau inhabituellement bas de l'eau dans la rivière Rouge à ce moment-là, cependant, a empêché même les canonnières de l'Union à tirant d'eau relativement faible de tenir efficacement le rôle que l'on voulait leur faire jouer, et l'invasion terrestre du Texas par l'Union a été encore retardée.

### Contexte géographique
Le fleuve Sabine prend sa source au nord-est du Texas et a un cours de plus de 800 kilomètres. Il forme la frontière entre l'État de Louisiane (rive gauche) et le Texas (rive droite). Il se jette dans le golfe du Mexique par un estuaire dénommé « Sabine Pass (en) ». Cette partie de son cours est ensablée et, en 1863, présente plusieurs bras dont les deux plus navigables longent la rive de la Louisiane et la rive du Texas. Ses rives sont marécageuses.

## Le plan nordiste
Le général Banks a donné ordre à son subordonné, le Major Général William B. Franklin, en coordination avec l'US Navy, d'entrer dans la rivière Sabine depuis le golfe du Mexique et de neutraliser le petit détachement confédéré de «Fort Sabine» sur la rive ouest de la rivière (Côté Texas) à Sabine Pass, à environ 3 km en amont de l'embouchure de la rivière. La principale cible de l'US Navy lors de la première bataille de Sabine Pass avait été les travaux de terrassement lancés sur la rive texane de la rivière Sabine, à environ 4,8 km au sud de Sabine City, petite ville avec quelques quais sur le côté est de sa rue principale.
Le plan de bataille de l'armée américaine prévoyait que les canonnières de la marine américaine réduiraient au silence les canons de Fort Sabine, permettant le débarquement d'environ 200 fantassins nordistes, embarqués sur l'une des canonnières de la flottille. Ils débarqueraient immédiatement en dessous (à l'est) du fort et s'en empareraient. La flottille principale, à moins de cinq milles au sud et hors de portée des tirs confédérés, comprenait jusqu'à 20 navires transportant 5 000 soldats nordistes. Cette force devait ensuite remonter la rivière pour s'emparer de Sabine City et sécuriser la zone.
Dans un second temps, le plan prévoyait de marcher quelques milles au nord jusqu'au chemin de fer et de couper la ligne entre Houston et Beaumont. Ceci fait, les nordistes marcheraient vers l'est, détruisant vraisemblablement la voie ferrée au fur et à mesure, et attaqueraient Beaumont. Cette action priverait Sabine Pass et le port naturel d'eau peu profonde du lac Sabine en amont du golfe d'environ 9,6 km et interdirait aux forceurs de blocus d'agir à partir de cette région. Cela couperait aussi l'accès ferroviaire de Houston et du centre du Texas aux forces confédérées en Louisiane et au-delà. Si les forces de l'Union atteignaient ces objectifs, la seule ligne ferroviaire entre le Texas et la Confédération orientale passerait sous le contrôle de l'Union.
Compte tenu des effectifs de la force expéditionnaire de l'Union, la prise du contrôle de Sabine Pass et des environs ne devrait pas être une grande difficulté pour les forces américaines. Pour empêcher l’intervention des forces confédérées en Louisiane, composées de la première brigade de cavalerie du brigadier-général Thomas Green et de la division d’infanterie du brigadier-général Alfred Mouton, la division de l’Union du major-général Francis J. Herron avait déménagé à Morganza pour faire diversion, ce qui a eu pour conséquence la bataille de la Plantation Stirling.

## Les forces en présence

### Nordistes

#### Navires
Flottille de canonnières.

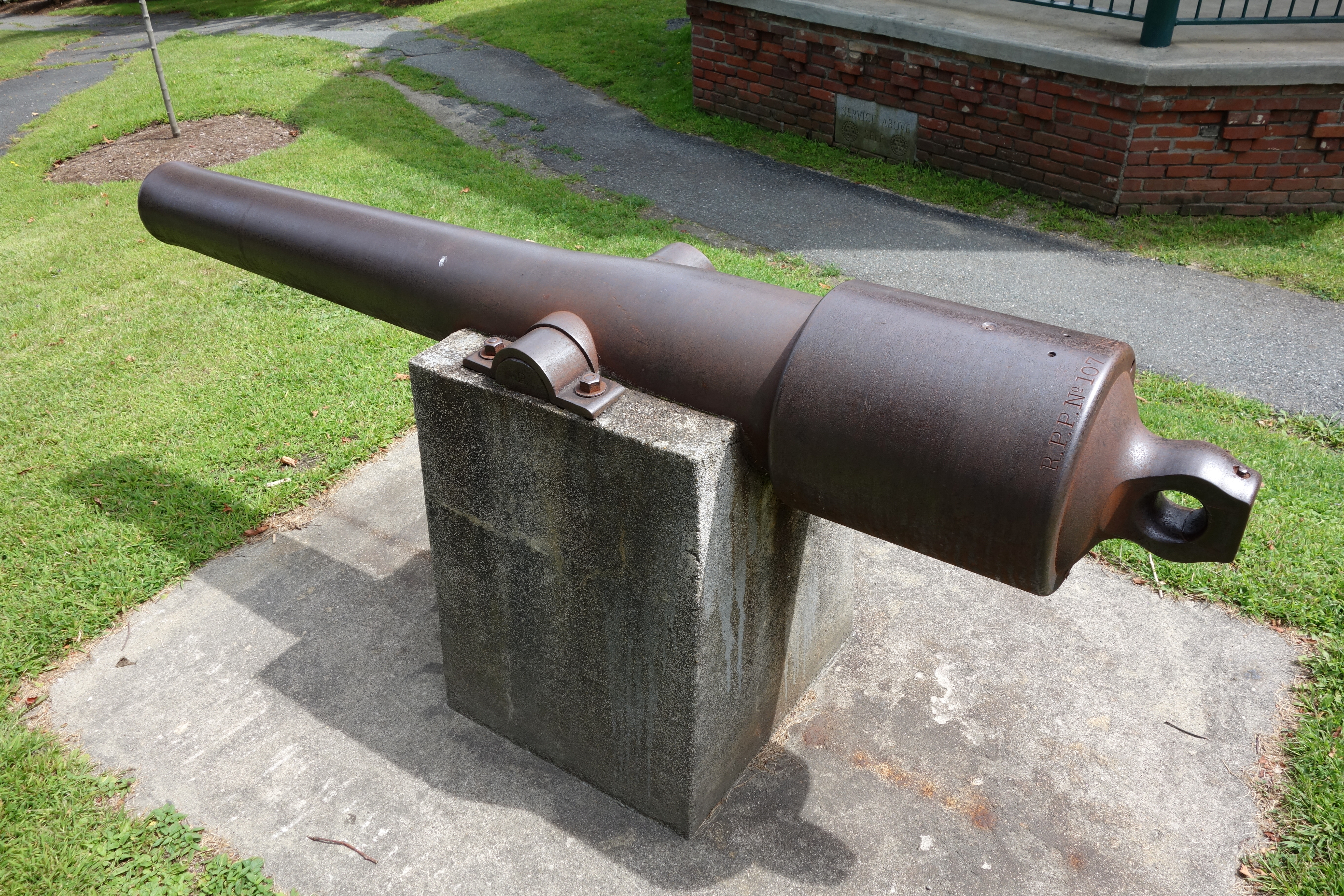
Un canon type Parrott.

- USS Clifton (en), propulsé par des roues à aubes latérales, armé de 2 canons Dahlgren de 9 pouces et 4 canons de 32 livres ;
- USS Sachem (en), propulsé par une hélice, armé d'un canon de 20 livres type Parrott et 4 canons de 32 livres ;
- USS Arizona, propulsé par une hélice, armé d'un canon rayé de 12 livres et de 6 obusiers de 24 livres ;
- USS Granite City (en), propulsé par des roues à aubes latérales, armé d'un canon de 30 livres type Parrott, un canon rayé de 12 livres et 4 canons de 32 livres.

Flottille de transport.
À moins de trois miles au sud-est en aval, bien hors de portée des canons du fort confédéré, étaient ancrés sept transports de la marine américaine acheminant la plupart des soldats de l'armée américaine de la force de débarquement. L'USS Suffolk, qui accueille le commandant de la force d'invasion, le général de division américain Franklin et son état-major, commande cette flottille. À 3 km plus en aval, devant l'embouchure du fleuve et du banc de sable, sont positionnés les 22 navires restants de la flotte d'invasion.

#### Troupes
Les troupes rassemblées pour l'assaut proviennent du 19e Corps. Il s'agit de la 1re brigade de la 1re division, de la 3e division, et de la brigade de réserve. En plus, est embarquée une unité de cavalerie, « Texas Cavalry ». Ces forces sont complétées par un bataillon du 1er régiment du Génie venant de la Nouvelle Orleans.

### Sudistes
Le fort Sabine avait été renommé « Fort Griffin » en l'honneur d'un ancien commandant, le lieutenant-colonel confédéré WH Griffin, bien que cela ne soit pas indiqué sur les cartes de l'Union depuis la première bataille de Sabine Pass fin septembre 1862.
La garnison du fort est constituée par les « Jeff Davis Guards » (du nom du président confédéré Jefferson Davis), une unité composée principalement de Texans d'origine irlandaise, venant des villes de Houston et Galveston. Cette unité a été récemment fusionnée avec la « First Texas Heavy Artillery ». Ils étaient affectés aux travaux de terrassement menés à la hâte à 1,6 km en amont (nord) sur la rive sud-ouest du fleuve.
Au 8 septembre 1863, la garnison compte quarante-six hommes ; tous, sauf deux ou trois, membres des « Jeff Davis Guards ». Elle est commandée par le lieutenant Richard W. Dowling.
Le Fort Griffin est une redoute, ouvrage en terre battue, tournée vers la rivière sur un coude de laquelle il est placé. Son armement se compose de six vieux canons à âme lisse. Les canons sont dans une position surélevée par rapport à la rivière, offrant une vue dégagée sur plusieurs miles.
Les terrains alentour se composaient de plaines marécageuses qui s'étiraient vers le nord-est en Louisiane, vers l'ouest vers Houston, vers le sud-ouest vers Galveston (Texas), vers le nord vers Port Arthur et Beaumont et vers le sud-est dans le golfe du Mexique. Le point d'observation le plus proche offrant une vue de Fort Griffin, autre que depuis le «haut» du mât d'un navire naval au large du col, était le phare de Sabine Pass sur le côté Louisiane (opposé) du col Sabine à l'embouchure de la rivière Sabine.

## Bataille

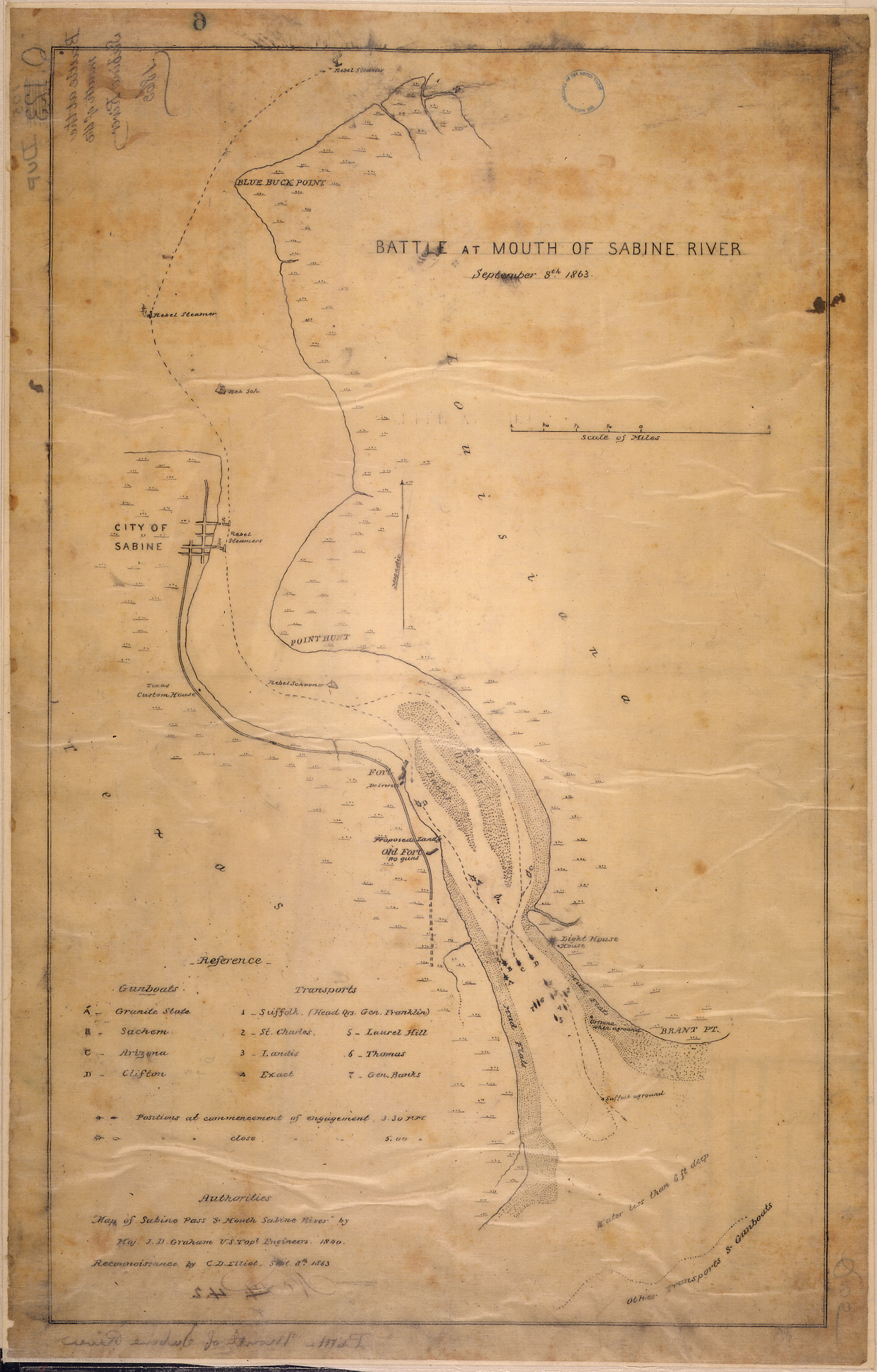
Bataille de l'embouchure de la rivière Sabine, 8 septembre 1863.

Dans l'après-midi du 8 septembre 1863, le lieutenant de la United States Navy Frederick Crocker («capitaine par intérim») commandait la flottille de quatre canonnières. Crocker était un officier vétéran, expérimenté dans le domaine des opérations navales en rivière et de mise en œuvre des opérations de blocus. Le navire sur lequel il avait pris place était le USS Clifton.
La carte de l'armée américaine, contemporaine de l'engagement et illustrant cet article, montre les positions nominales de la flottille des canonnières, les sept navires de l'escadron de transport, et la position relative plus en aval, dans le golfe, des navires restants. Les rapports officiels de la bataille reflètent généralement les informations de la carte. Le nombre total de troupes d'assaut d'infanterie de l'Union dans la force de débarquement est donné comme 5 000 fantassins, dont 500 embarqués sur USS Granite City, ceux à bord des six transports de troupes de l'escadron de sept navires dirigés par le Suffolk. La première vague de 500 hommes à bord de Granite City qui suivait USS Clifton tout en restant hors de portée des canons du fort, devait débarquer dans en aval du fort. Cette zone, plate, souvent boueuse, débroussaillée auparavant par la garnison confédérée, offrait aucune protection mais un champ de tir dégagé pour les sudistes et facile à balayer avec de la mitraille. Le plan d'invasion de l'armée nordiste exigeait donc absolument que les canons confédérés soient réduits au silence avant le débarquement des troupes. Cet engagement devait être le plus grand assaut amphibie en territoire ennemi de l'histoire de l'armée américaine jusqu'à cette date.
Leon Smith, qui était à Beaumont, au Texas, a immédiatement ordonné à toutes les troupes confédérées à Beaumont, environ quatre-vingts hommes, d'embarquer sur le vapeur Roebuck pour renforcer Fort Griffin. Smith et un capitaine nommé Good se rendirent à cheval au fort, y arrivant environ trois heures avant le vapeur portant les renforts, arrivant juste au moment où les canonnières de l'Union, USS  Clifton et Sachem arrivèrent à portée des canons sudistes ; ils participèrent à la défense du fort,,,.
Les artilleurs irlandais et texans bien exercés de Dowling, dont le nom d'unité choisi et officiellement approuvé était "Jefferson Davis Guards", avaient planté des piquets servant de repères dans les deux canaux fluviaux étroits et peu profonds (5 à 7 pieds ou 1,5 à 2,1 m). Il s'agissait du « canal du Texas » près de la rive sud-ouest et du « canal de la Louisiane » contre le rivage de la Louisiane. Les repères, peints en blanc, étaient destinés à déterminer la distance pour les six canons (à âme lisse) du fort. Chaque équipe de canonniers des « Davis Guards » pendant les entraînements au tir a pu déterminer à l'avance la charge de poudre approximative nécessaire pour chaque type de projectile disponible (boulet, mitraille ou grappe), et quels types de charges avaient le meilleur potentiel pour toucher chaque cible selon la distance.
La flottille de Crocker ne disposait pas de pilotes connaissant la rivière, seulement une connaissance générale des canaux, aucune certitude sur les profondeurs d'eau disponibles, profondeurs variant constamment, en particulier aux abords des grands « bancs » de coquilles d'huîtres entre les deux canaux de la rivière. Au signal du capitaine Crocker, USS Sachem, suivi de USS Arizona, ont remonté le long du canal est (côté Louisiane) aussi vite qu'ils ont osé, tirant avec leurs canons bâbord sur le fort. USS Clifton s'approcha en tête, remontant le bras de la rivière côté Texas à toute vitesse. USS Granite City tenait son poste bien en arrière du Clifton, ayant pour ordre de ne pas risquer de débarquer les 500 soldats qu'il transportait jusqu'à ce que le fort se rende ou que ses canons soient réduits au silence. Alors que USS Sachem arrivait au niveau des repères de tir placés à l'avance, les Confédérés ouvrirent le feu. Puis USS Clifton a ouvert le feu, imité par l'Arizona. Malgré leur vieux canons à âme lisse, dont l'un devint inutilisable après seulement quelques salves, il était évident que l'entraînement des artilleurs confédérés allait leur assurer des tirs très précis.

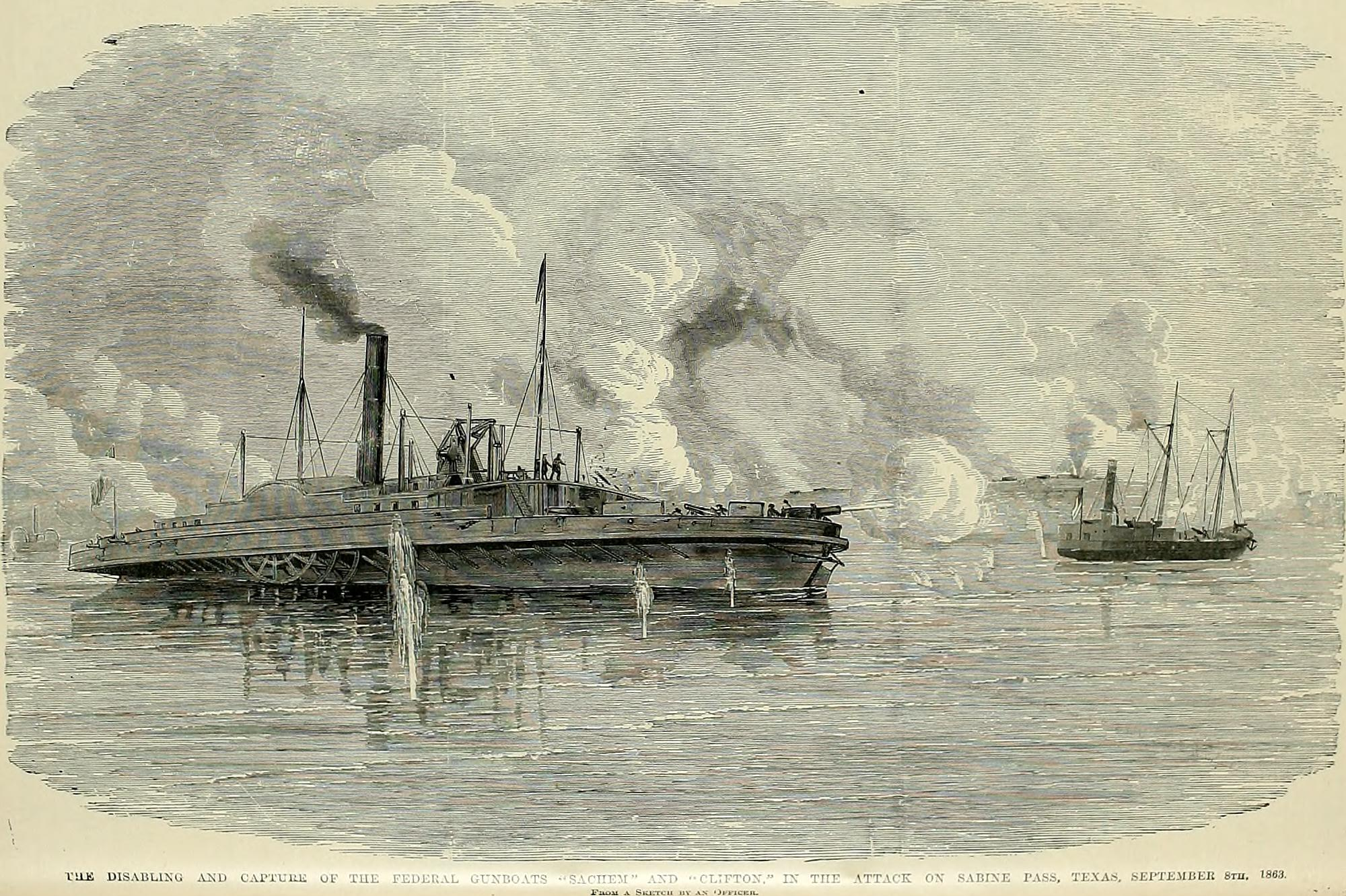
Les Confédérés capturent USS Clifton et USS Sachem.

Un projectile confédéré mit hors service la chaudière du Sachem. Un autre vint détruire l'appareil de gouverne du Clifton l'obligeant à s'échouer. Les deux navires baissèrent pavillon. Le USS Arizona se retira sans avoir pris part au combat. USS Granite City n'avait pas été engagé.
Amarinés par les sudistes, Clifton et Sachem leur offrent un total de 13 canons lourds, dont deux nouveaux canons rayés Parrott, beaucoup plus puissants que les canons à âme lisse. Ces canons ont été remis au Texas Marine Department de Leon Smith. Les pertes de l'Union se sont élevées à deux douzaines de morts et de blessés graves, environ 37 disparus (dont plusieurs marins désignés de nos jours comme « hommes de couleur ») et 315 prisonniers. La force combinée d'invasion de l'armée et de la marine de l'Union se retire et retourne à la Nouvelle-Orléans. Les confédérés ne déplorent aucune perte.

## Conséquences

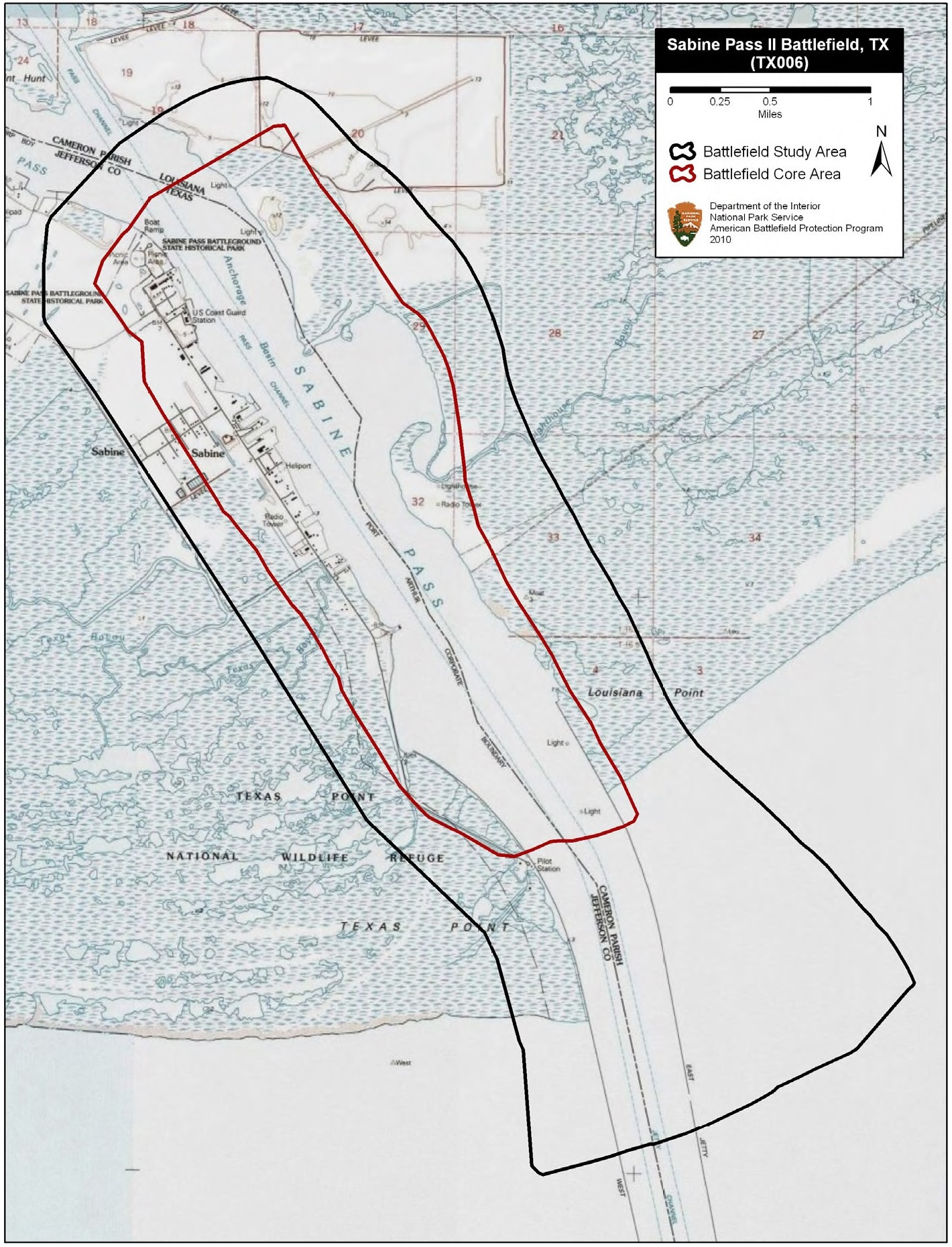
Carte du cœur et des zones d'étude du champ de bataille de Sabine Pass II par l' American Battlefield Protection Program

En reconnaissance de la victoire, le Congrès confédéré a adopté une résolution de remerciements spéciaux aux officiers et aux hommes de la « Garde Davis ». De plus, les résidents de Houston ont recueilli des fonds pour fournir des médailles à la garde ; les médailles « Davis Guards » ont été fabriquées à partir de pesos mexicains en argent en lissant les pièces de monnaie, puis en tamponnant et en gravant à la main d'un côté, le nom et la date de la bataille et de l'autre les initiales "D G" et une croix pattée. Les médailles étaient accrochées à des rubans verts et remises aux membres de la « Garde Davis »,. Les métaux d'argent confédérés officiels ont été présentés dans une cérémonie publique un an plus tard[Quoi ?].
La bataille de Sabine Pass n'a eu qu'une importance tactique ou stratégique limitée pour la guerre civile. Une ligne d'approvisionnement confédérée du Mexique au Texas n'a jamais été établie et, en tout état de cause, elle n'aurait pas pu approvisionner efficacement les États à l'est du Mississippi une fois que l'Union avait pris le contrôle de l'ensemble de ce fleuve après sa victoire à Vicksburg en juillet. La Confédération a donc été forcée de continuer à dépendre du forçage du blocus pour importer des matériaux et des ressources précieux pour son effort de guerre.